# آکسارای (متروی استانبول)
آکسارای (انگلیسی: Aksaray) یکی از ایستگاه‌های خط ام۱ متروی استانبول است.
این ایستگاه که در منطقه فاتح قرار دارد در سال ۱۹۸۹ تاسیس شده‌است.